# Guillaume Coppola
Guillaume Coppola (Besançon, 16 juin 1979) est un pianiste français.

## Biographie
Après avoir fréquenté le Conservatoire de Besançon, Guillaume Coppola étudie au Conservatoire de Paris avec Bruno Rigutto (mais aussi avec Nicholas Angelich, Hervé Billaut et Marie-Françoise Bucquet) et en musique de chambre avec Christian Ivaldi, Ami Flammer et Claire Désert. Il participe ensuite également aux classes de maître, notamment avec Claude Helffer pour la musique contemporaine et Jean-Claude Pennetier, Dominique Merlet, John O'Conor, Leon Fleisher et Dmitri Bachkirov (2003) ; ce dernier dit de lui qu'il a « un jeu sincère, réfléchi et passionné ».
En tant que chambriste, il collabore avec les quatuors Voce, Parisii, Debussy, Alfama, avec Régis Pasquier, Patrice Fontanarosa, Nicolas Dautricourt, Antoine Pierlot et accompagne des chanteurs Marc Mauillon, Laia Falcón et Bénédicte Tauran.
En 2016, il conçoit un récital intitulé Musique du silence, avec des œuvres de Mompou, Satie, Ravel, Chopin et Debussy et réuni sur un disque Eloquentia en 2018.
Il enseigne le piano au Conservatoire d’Aulnay-sous-Bois.
Il a créé des pièces de Steven Stucky, du compositeur chinois de Nouvelle Zélande Gao Ping et d'Isabel Pires, qui lui dédie Ombres.

## Discographie
Après avoir enregistré un disque découvertes avec un récital Chopin, Schubert, Scriabine, Debussy, Liszt pour le magazine Classica-Répertoire, il grave pour les labels Calliope, Eloquentia et Mirare.
- Liszt, Un portrait (14-16 avril 2009, Calliope / Eloquentia EL 1133)[7] (OCLC 937501360 et 798378853)
- Granados, Allegro de concierto ; Danzas españolas (juin 2012, Eloquentia)[8] (OCLC 941809137)
- Poulenc, Miroirs brûlants : mélodies sur des poèmes de Paul Éluard - avec Marc Mauillon, baryton (2012, Eloquentia EL 1343)[9] (OCLC 876443714)
- Schubert, Valses nobles et sentimentales ; Sonate pour piano en la mineur D. 537 ; Mélodie hongroise, D. 817 (avril 2014, Eloquentia)[9] (OCLC 917171258)
- Brahms-Schubert, Pièces à quatre mains - avec Hervé Billaut, piano à quatre mains (2016, Eloquentia)[9]
- Brahms, Liebeslieder Walzer - Chœur national de Lettonie - avec Hervé Billaut, piano à quatre mains (2017, Mirare)
- Musiques du silence : Chopin, Satie, Debussy (2018, Eloquentia)